# Xysticus lucifugus
Xysticus lucifugus är en spindelart som beskrevs av Lawrence 1937. Xysticus lucifugus ingår i släktet Xysticus och familjen krabbspindlar. Inga underarter finns listade i Catalogue of Life.